# Kabupaten de Bandung
Pour les articles homonymes, voir Bandung (homonymie).
Ne doit pas être confondu avec Kabupaten de Badung.
Le kabupaten de Bandung, en indonésien Kabupaten Bandung, est un kabupaten de la province de Java occidental qui entoure la ville de Bandung proprement dite, dont il est administrativement distincte. Son chef-lieu est Soreang.

## Histoire

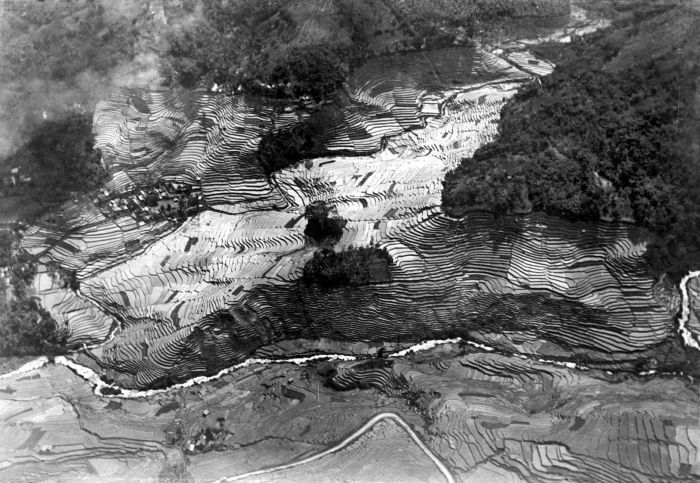
Rizières en terrasse dans la région de Pacet au sud de Bandung

La tradition sundanaise fait remonter la fondation du kabupaten de Bandung à 1488, à l'époque du royaume de Pajajaran.
Une charte royale (piagam) datée du 20 avril 1641 stipule que le Sultan Agung du royaume de Mataram élève le tumenggung (fonctionnaire royal) Wiraangunangun à la dignité d' adipati (préfet).
En 1704, à la suite d'une rencontre à Cirebon entre la VOC (compagnie néerlandaise des Indes orientales) et les bupati de la région du Priangan (hautes terres de l'ouest de Java et cœur du pays soundanais), Ardisuta est nommé bupati avec le titre de Tumenggung Anggadiredja I.
En 1799, la VOC est déclarée en faillite par le gouvernement hollandais, qui reprend ses actifs. L' adipati est alors Wiranatakusuma II.
En 1808, Herman Willem Daendels, nommé gouverneur-général des Indes néerlandaises par Louis Bonaparte, roi de Hollande, réforme l'administration coloniale et fait construire une "Grande route postale" (Groote Postweg) reliant l'ouest de Java à l'est. En 1809, Wiranatakusumah II ordonne le déménagement de sa résidence à Karapyak (aujourd'hui Dayeuh Kolot) au bord de la rivière Cikapundung.
En 1810, Daendels marque le point central de la nouvelle ville de Bandung avec un bâton, en déclarant : “Zorg, dat als ik terug kom hier een stad is gebouwd!” ("Fais attention, quand je retournerai, une ville sera construite ici!"). L'année suivante, il ordonne aux bupati de Bandung et Parakanmuncang d'y emménager leur résidence.

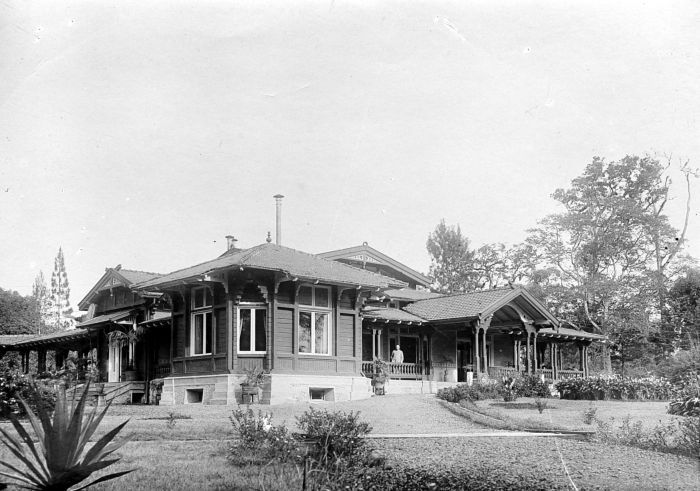
Résidence de l'administrateur d'une plantation de thé dans la région de Pangalengan, au sud de la ville de Bandung (1928)

## Géographie
- Mont Manglayang

## Traditions

### Leskabuyutan
Un kabuyutan est une sorte de sanctuaire dans lequel les Sundanais conservent les manuscrits anciens et les objets sacrés. On en trouve encore quelques-uns dans la région de Bandung.

#### Batukarut
Dans le village de Batukarut, district d'Arjasari, à environ 10 km de Soreang, se trouve un kabuyutan, sorte de sanctuaire où l'on conserve les manuscrits anciens et les objets sacrés. Ce sanctuaire est lui-même situé dans un bois sacré. 
Le village observe diverses cérémonies traditionnelles :
- Ngarumat Barang Pusaka,
- Hajat Bumi,
- Ngaruat Bumi ("exorciser la terre").

#### Cikondang
Le hameau de Cikondang, qui fait partie du village de Lamajang, dans le district de Pangalengan, est situé à environ 40 km au sud de Bandung. On y trouve une vieille construction qui, selon la tradition, date du XVIe siècle. Située sur un terrain de 3 hectares, sur lequel se trouve notamment un bois protégé, elle est classée comme site ancien.
Chaque année, au mois de muharram, on y tient la cérémonie du Wuku Tau, qui célèbre la nouvelle année.

## Liste desbupatide Bandung des époques de Mataram et coloniale

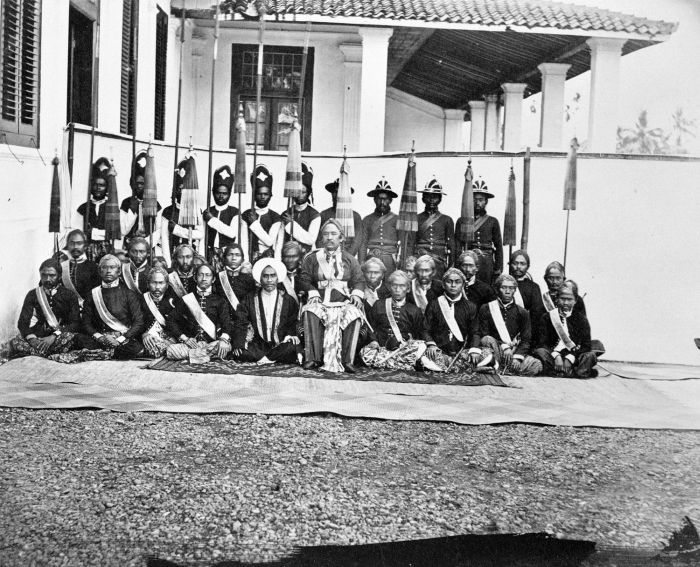
Le regent Wiranatakusumah IV (1846-1874) et sa suite (1870)

- 1641-1681 : Tumenggung Wiraangunangun
- 1681      : Tumenggung Nyili
- 1681-1704 : Tumenggung Ardikusumah
- 1704-1707 : R. Ardisuta ou Tumenggung Anggadiredja I
- 1707-1747 : Anggadiredja II
- 1747-1763 :
- 1763-1794 : Anggadiredja III ou Wiranatakoesoema I
- 1794-1829 : Wiranatakoesoema II
- 1846-1874 : Wiranatakoesoema IV
- 1874-1893 : R. A. Koesoemadilaga
- 1893-1918 : R. A. A. Martanegara
- 1912-1931 : Wiranatakoesoema V
- 1931-1935 : Raden Tumenggung Soemadipradja
- 1935-1945 : Wiranatakoesoema V